# 虹 (ゆずの曲)
「虹」（にじ）は、ゆずの楽曲で、通算29枚目のシングル。2009年9月2日に発売。発売元はセーニャ・アンド・カンパニー。

## 概要
2009年3作目のシングルで、アルバム『FURUSATO』の先行シングルである。
オリコンチャートにおける初動売上は2作連続で5万枚を下回り、累計売上は10万枚を下回ったが、チャートへの登場回数では、2004年の「栄光の架橋」に次いで2番目に多い33週を記録した。

## 収録曲
1. 虹 (5:27)
作詞・作曲：北川悠仁 / Produced by 蔦谷好位置 & ゆず / ストリングスアレンジ：弦一徹
日本生命の企業イメージCM「浅田真央　たくさんの支え」「上村愛子　母の言葉」「松本哲也　大きな記事」「栗原恵　帰る場所」版（具体的な商品名は提示されない）でタイアップに使用された。
ホームページでは「重厚なストリングスサウンドが圧倒的なスケール感を誇る珠玉のナンバー」と称されている。
2009年1月から製作に入り（デモバージョンが2009年1月20日に収録）、その後完成までに約半年以上もの期間を費やしたため、結果的にゆずの曲の中で最も製作に時間をかけることとなった(のちに「Hey和」が記録更新)。北川は「製作段階から手ごたえを感じ、二人で歌ったときもこの曲が2人の新たな代表曲になるんじゃないかと思い、大切に作ろうと思った」と語っている[いつ?]。
中居正広（SMAP）は発売当時からこの曲を好んで聴いていることを公言している[いつ?]。中居によると普段は自分の車内では洋楽しか流していなかったが、久々に車内で流した邦楽がこの曲であったという（本人曰くKANの「愛は勝つ」以来）。また、中居が司会を務めるTBS系列の音楽番組『ザ・ミュージックアワー』にゆずが出演した際[いつ?]、元々は収録時間の都合でラストサビを含めないショートバージョンの「虹」を披露する予定だったのだが、中居たっての希望で急遽ラストサビを含めたバージョンに変更して披露された[出典無効]。
「虹」のデモバージョンが「桜会/マイライフ」の特典となっている。デモバージョンの段階ではDメロは存在していなかった。
2. Re：スタート (4:23)
作詞・作曲：岩沢厚治 / Produced by 寺岡呼人 & ゆず

## テレビ出演
- 24時間テレビ 「愛は地球を救う」（日本テレビ、2009年8月30日）
- ミュージックステーション（テレビ朝日、2009年9月4日・2012年4月27日・2020年3月6日）
- MUSIC JAPAN（NHK、2009年9月6日）
- MUSIC FAIR（フジテレビ、2009年10月10日）
- Music Lovers（日本テレビ、2009年10月18日）
- ベストヒット歌謡祭2009（よみうりテレビ・日本テレビ、2009年11月26日）
- 2009 FNS歌謡祭（フジテレビ、2009年12月2日）
- 日テレ系音楽の祭典ベストアーティスト2009（日本テレビ、2009年12月15日）
- ミュージックステーションスペシャルスーパーライブ2009（テレビ朝日、2009年12月25日）
- 第72回NHK紅白歌合戦（NHK総合・NHK BS4K・NHK BS8K、2021年12月31日）

## PV出演
- 大森南朋
- 池田鉄洋
- 中山祐一朗
- 松尾諭
- 山口尚美
- 山田吾一

## カバー
虹
- 神谷奈緒（松井恵理子）・北条加蓮（渕上舞） - ゲーム『アイドルマスター シンデレラガールズ スターライトステージ』収録曲として2019年1月7日に追加。翌年2020年2月19日発売のシングル「THE IDOLM@STER CINDERELLA GIRLS STARLIGHT MASTER 36 義勇忍侠花吹雪」に収録された。